# Miran Ogrin
Miran Ogrin, slovenski novinar in potopisec, * 1914, † 1985, Ljubljana.
Kot novinar je pisal za Nedeljski dnevnik. Znan je predvsem kot eden najplodovitejših slovenskih potopiscev po drugi svetovni vojni. Večkrat je obredel ves svet in napisal vrsto knjig, ki pa v literarnem smislu ne izstopajo, saj zapisom manjka osebna nota. Kljub temu je leta 1974 prejel Levstikovo nagrado za knjigo Od Kalifornije do Ognjene zemlje.

## Dela
Knjižne izdaje:
- Srednji vzhod (Ljubljana, 1961)
- Od Nila do Kartagine (Ljubljana, 1967)
- Na jugu sveta (Ljubljana, 1969)
- Širine sveta (Ljubljana, 1969)
- Od Kalifornije do Ognjene zemlje (Ljubljana, 1974)
- Vzhodni veter - od Urala do Kitajske in arabskih pustinj (Ljubljana, 1978)
- Po stopinjah Aleksandra Velikega (Ljubljana, 1982)